# 天主教大坎皮纳教区
天主教大坎皮納教區（拉丁語：Dioecesis Campinae Grandis）是巴西一個羅馬天主教教區，屬帕拉伊巴總教區。
教區成立於1949年5月14日，位於帕拉伊巴州中部，2006年有教友730,286人（佔轄區總人口86.7%）、卅六個堂區、五十九名司鐸。現任教區主教為曼奴埃爾·德爾森·佩德雷拉·達克魯斯。